# スペース・ミラー・メモリアル

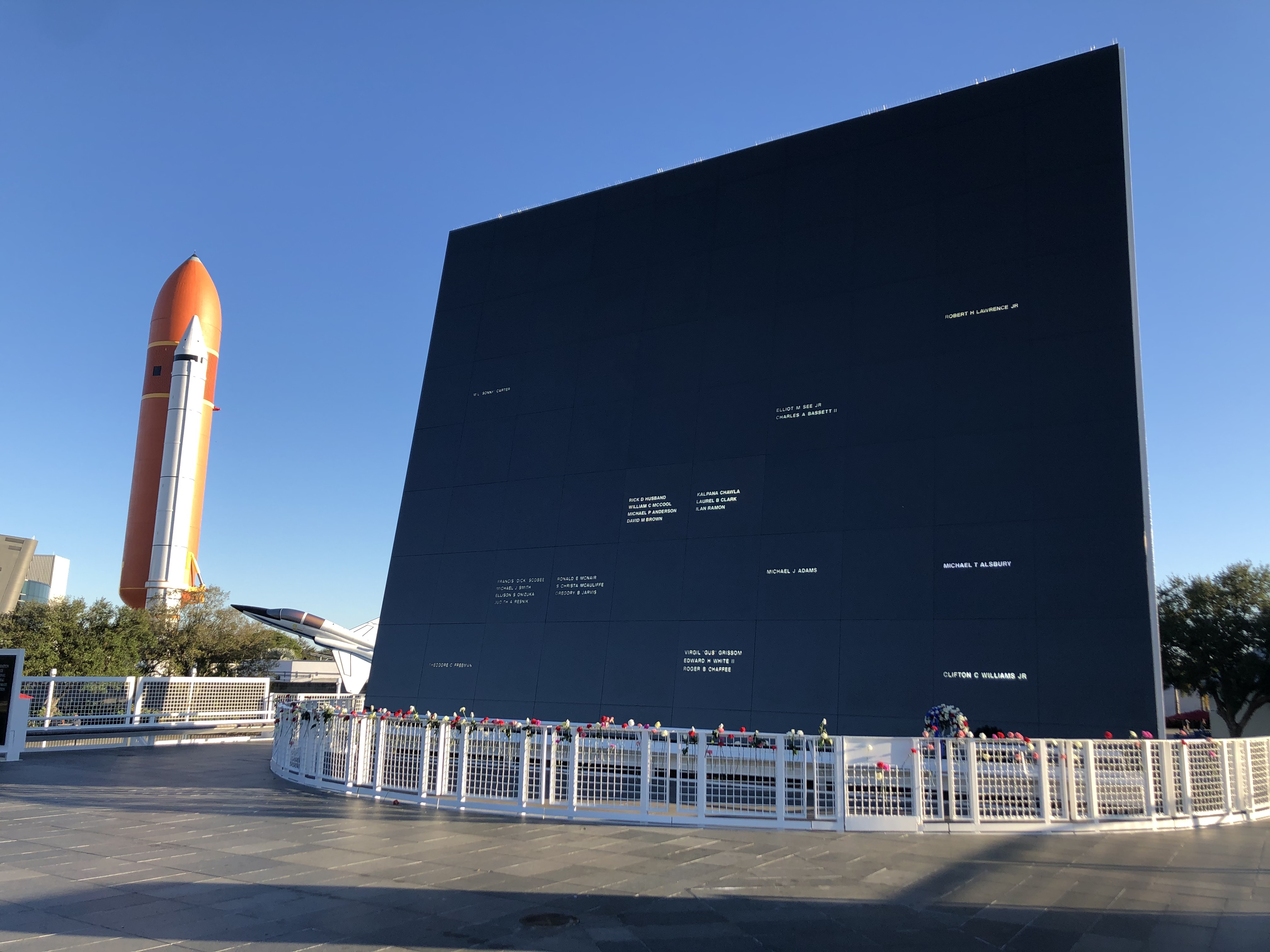
スペース・ミラー・メモリアル

スペース・ミラー・メモリアル（Space Mirror Memorial）は、アメリカ合衆国フロリダ州ブレバード郡メリット島のケネディ宇宙センター内のビジターコンプレックスにある国営の記念碑であり、アメリカ合衆国内（特にNASA）の宇宙開発に関連して命を落とした人物を追悼するための施設として1991年5月9日に献納された。アメリカ合衆国議会により「職務中に死亡した宇宙飛行士を追悼する国立施設」（1991年共同決議214号）と指定されているアストロノーツ・メモリアル(Astronauts Memorial)の一部を構成する。宇宙飛行士記念財団(AMF)によって管理されており、その事務所はビジターコンプレックスに隣接するNASA宇宙教育センター内に置かれている。
20人のNASAの正規の宇宙飛行士のほか、アメリカ空軍のX-15のテストパイロット、当時機密扱いだった軍事宇宙計画の訓練中に死亡したアメリカ空軍将校、チャレンジャー号爆発事故で死亡した民間人の宇宙飛行関係者、コロンビア号空中分解事故で死亡したイスラエル人宇宙飛行士の名前も記念碑に刻まれている。
2019年7月、AMFは、民間の宇宙飛行で死亡した人物についてもこの記念碑に名前を加えることを全会一致で決議した。これにより、2014年10月31日のVSSエンタープライズ墜落事故で死亡したスケールド・コンポジッツ社のパイロット1名の名前が2020年1月25日に記念碑に刻まれた。

## 記念碑の構造

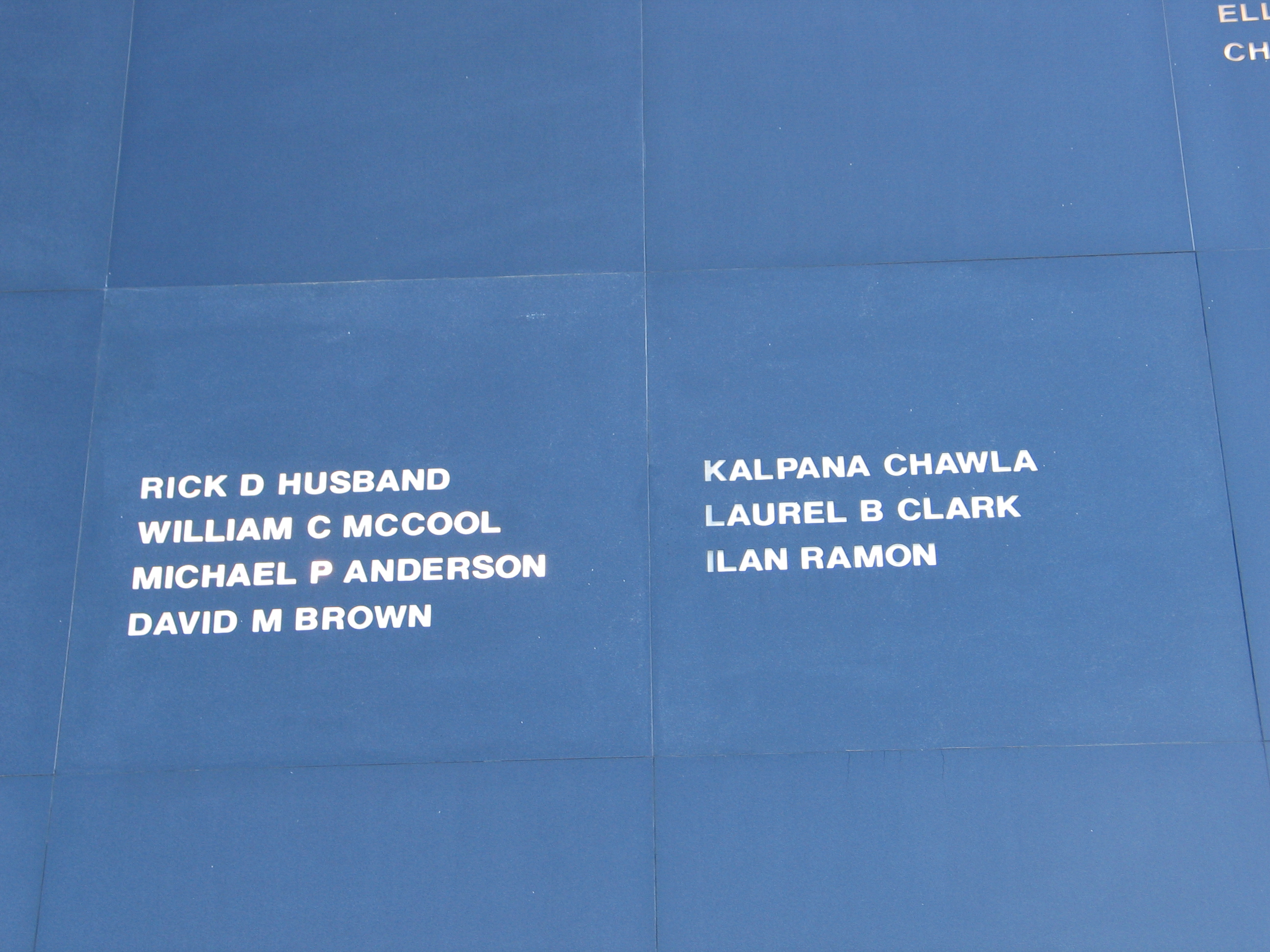
コロンビア号空中分解事故の乗組員は2枚のパネルに分けて名前が刻まれている。

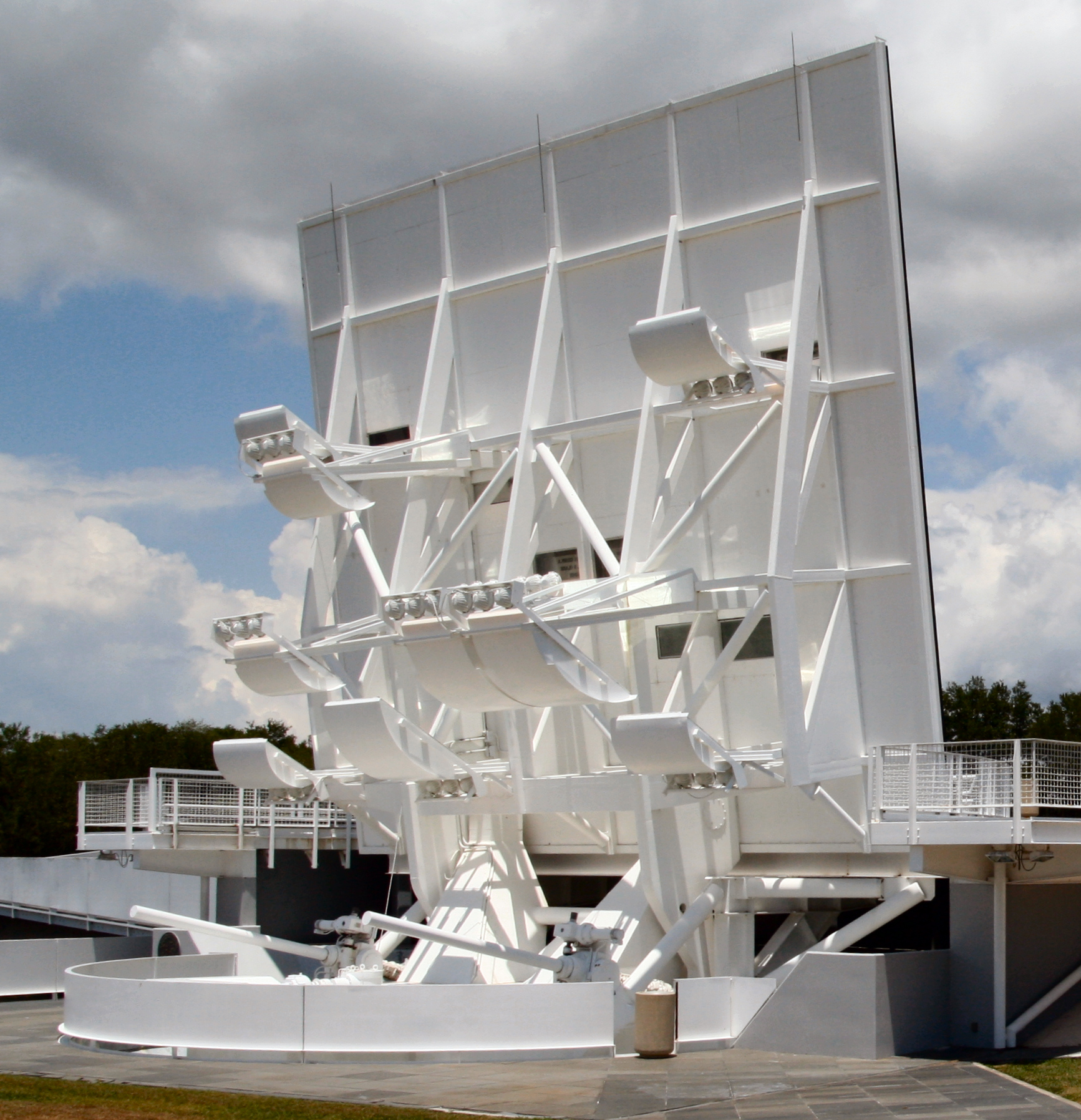
記念碑の背面

この記念碑は、高さ約13メートル、幅約15.2メートルの鏡のように磨き上げた黒御影石で、表側は90枚のパネルに分けられている。それぞれのパネルに、宇宙開発に関連して死亡した人物の名前が刻まれている。同じ事故で亡くなった複数の人物については、同じパネル内、または隣接するパネルにまとめられている。名前はくり抜いて半透明のアクリルで埋められ、背後のLEDライトにより光って見えるようになっている。
この記念碑の近くに花崗岩製の壁があり、1991年の建立時点で名前が掲載された人物の肖像と経歴が刻まれている。スペース・ミラー・メモリアルのデザインは、国際コンペで優勝したホルト・ヒンショー・プファウ・ジョーンズのウェス・ジョーンズによるものである。

### 太陽追尾システム
この記念碑は元々、モーターと歯車により常に太陽の方向を追尾し、碑の背後の鏡によって、刻まれた名前が太陽光で光って見えるようになっていた。
1997年に追尾システムが故障した。保険で支払われた37万5千ドルにより修理が行われたが、その後、旋回リングに問題が発生したため、追尾システムは再び停止された。追加の修理費用は70万ドルと見積もられたが、AMFはそのお金を教育プログラムに使うべきと全会一致で決議し、追尾システムは修理されないことになった。

## 建設費の調達
記念碑の建設費は約620万ドルだった。
建設資金の一部は「スペースショット」というトレーディングカードの売上げにより調達されることとなっていた。AMFとスペースショットの販売会社との間で、AMFが16万ドルを融資し、利益の25%をAMFに支払う契約が結ばれた。このプロジェクトによりAMFに40万ドルの支払いが見込まれたが、実際には支払われなかった。
フロリダ州が発行する特別デザインのナンバープレートからも一部資金が調達されている。1987年に初めて発行されたものは、スペースシャトル・チャレンジャーがデザインされ、「チャレンジャー・プレート」と呼ばれた。2004年から発行されている第3弾にはスペースシャトル・コロンビアがデザインされている。このプロジェクトにより、2009年には37万7千ドルが調達された。
アメリカ合衆国造幣局が2019年に発行したアポロ11号50周年記念硬貨の収益の4分の1がAMFに寄付された。

## 名前が刻まれている人物
この記念碑に名前が刻まれるのは、アメリカ合衆国が支援する有人宇宙飛行のミッション中または訓練中に死亡した者である。
この記念碑に名前が刻まれている人物は、以下の通りである。
- セオドア・フリーマン - 1963年にNASA第3期宇宙飛行士（英語版）の一人に選ばれ、1964年10月31日、T-38での訓練中の事故で死亡した。
- エリオット・シー、チャールズ・バセット（英語版） - ジェミニ9号の乗組員となる予定だったが、1966年2月28日、T-38での訓練中に墜落事故により死亡した。
- ガス・グリソム、エドワード・ホワイト、ロジャー・チャフィー - 1967年1月27日、地上でのプラグ切り離し試験のためにアポロ1号のカプセルに乗り込んでいた所、電気回路のショートにより出火し一酸化炭素中毒で死亡した。
- クリフトン・ウィリアムズ - 1967年10月5日、T-38での訓練中に墜落事故で死亡した。
- マイケル・J・アダムス（英語版） - 1967年11月15日、X-15の墜落事故で死亡した。アダムスは正規の宇宙飛行士ではなかったが、飛行機で高度50マイルのカーマン・ラインを越えて飛行したことから、アメリカ空軍の基準に従って宇宙飛行士記章を受章していた。また、アメリカ空軍の有人軌道実験室(MOL)プログラムにも参加していた。
- ロバート・H・ローレンス・ジュニア（英語版） - 1967年12月8日、飛行試験訓練生の教官として搭乗していたF-104戦闘機が墜落して死亡した。ローレンスはMOLプログラムに参加していた。MOLが1968年に中止されたとき、NASAはMOLの参加者全員をNASAの宇宙プログラムに参加させると申し出ており、存命であればアフリカ系アメリカ人初の宇宙飛行士となっていた可能性があった。
- ディック・スコビー、マイケル・J・スミス、ロナルド・マクネイア、グレゴリー・ジャービス、ジュディス・レズニック、エリソン・オニヅカ、クリスタ・マコーリフ - 1986年1月28日のチャレンジャー号爆発事故の乗組員。このうちマコーリフはNASAの宇宙飛行士ではなく教師であり、宇宙飛行関係者の資格で搭乗していた。
- ソニー・カーター - 1991年4月5日、NASAに向かうために搭乗していた民間飛行機の墜落により死亡した。カーターはSTS-42の訓練中だった。
- リック・ハズバンド、ウィリアム・マッコール、マイケル・アンダーソン、イラン・ラモーン、カルパナ・チャウラ、デイビッド・ブラウン、ローレル・クラーク - 2003年2月1日のコロンビア号空中分解事故の乗組員。ラモーンはイスラエル空軍のパイロットだった。
- マイケル・アルスベリー（英語版） - 2014年10月31日、ヴァージン・ギャラクティック社のスペースシップツーの4回目の試験飛行中に爆発・墜落し、パイロットのスケールド・コンポジッツ社のアルスベリーが死亡した（VSSエンタープライズ墜落事故（英語版））[9]。

## 宇宙飛行士記念財団
宇宙飛行士記念財団(Astronauts Memorial Foundation, AMF)は、1986年1月28日のチャレンジャー号爆発事故のすぐ後の1986年の夏に設立された。発起人は、建築家のアラン・ヘルマン、下院議員で宇宙飛行士のビル・ネルソン、マーティン・マリエッタ（現ロッキード・マーティン）のビジネス・ディレクターのリーランド・マッキー、AT&Tの役員のランディ・ベリッジ、フロリダ州知事ボブ・グラハム、フロリダ州教育委員ラルフ・ターリントン、上院議員で宇宙飛行士のジェイク・ガーンや、その他のフロリダ州や連邦の指導者たちである。1986年9月4日、フロリダ州のグラハム知事と州内閣は、AMF設立を全面的に支持する決議を行った。フロリダ州では、67の郡でチャリティーのマラソン・ウォーキング大会が行われたり、特別デザインのナンバープレートの発行が行われたりした。AMFの特別デザインのナンバープレートは、アーティストのロバート・マッコールによってデザインされ、1986年12月に初めて発行され、収益の数百万ドルはフロリダ州内の教育の目的のために使われた。
AMFの初代会長にはスティーブン・フェルドマンが就任した。フェルドマンの年俸は30万3千ドルで、これはブレバード郡内の非営利団体の中で最高額であったため批判を受けた。フェルドマンの給与は、AMFの2009年の予算の18.3パーセントを占めていた。フェルドマンは、自分がこの財団で唯一の資金調達者であり、財団の最高財務責任者であるとして、自身の年俸の正当性を主張した。2012年8月、ザット・アルトマンがAMFの2代目会長に就任した。

## ギャラリー

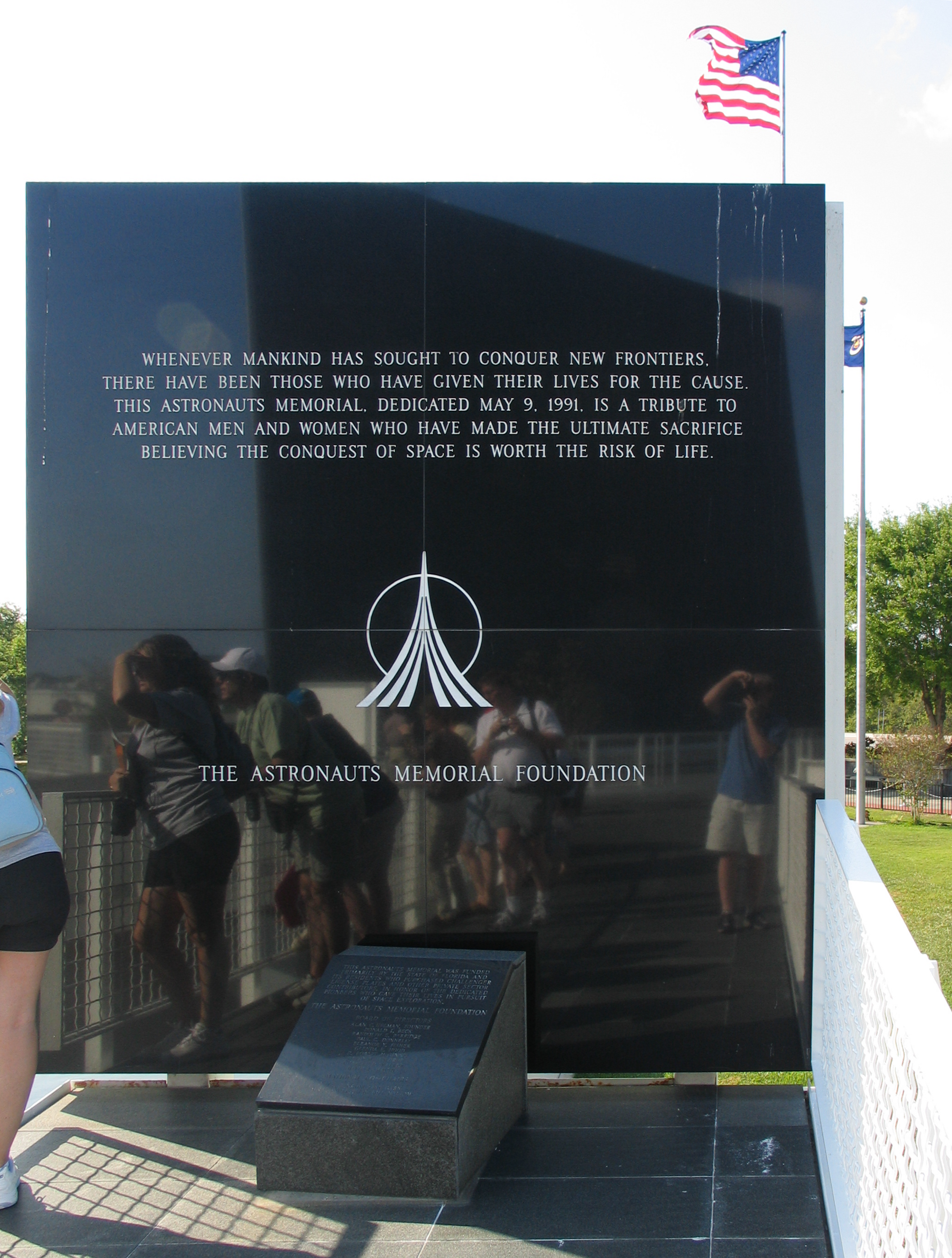
スペース・ミラー・メモリアルの献呈碑
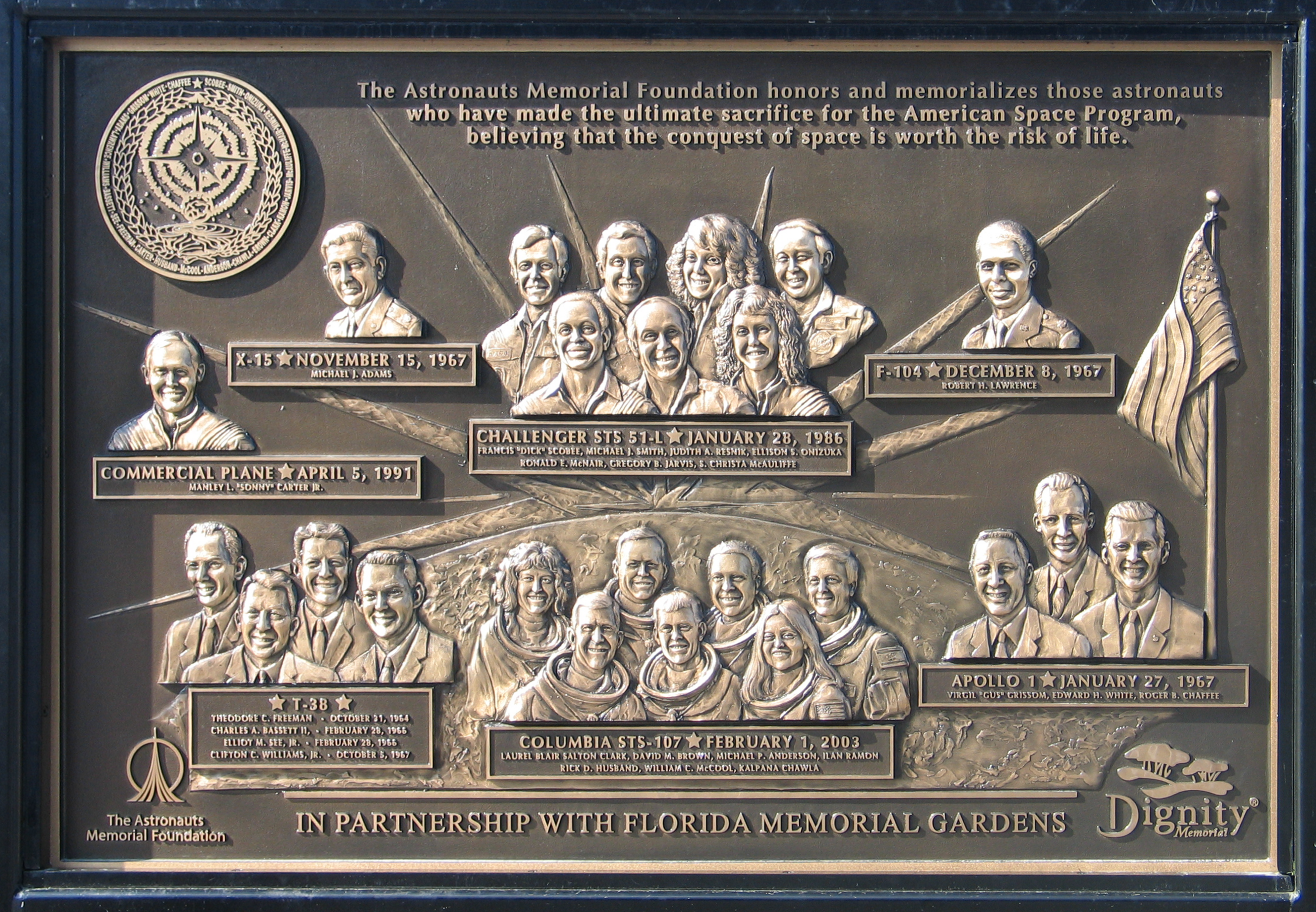
名前が掲載された人物の肖像と経歴
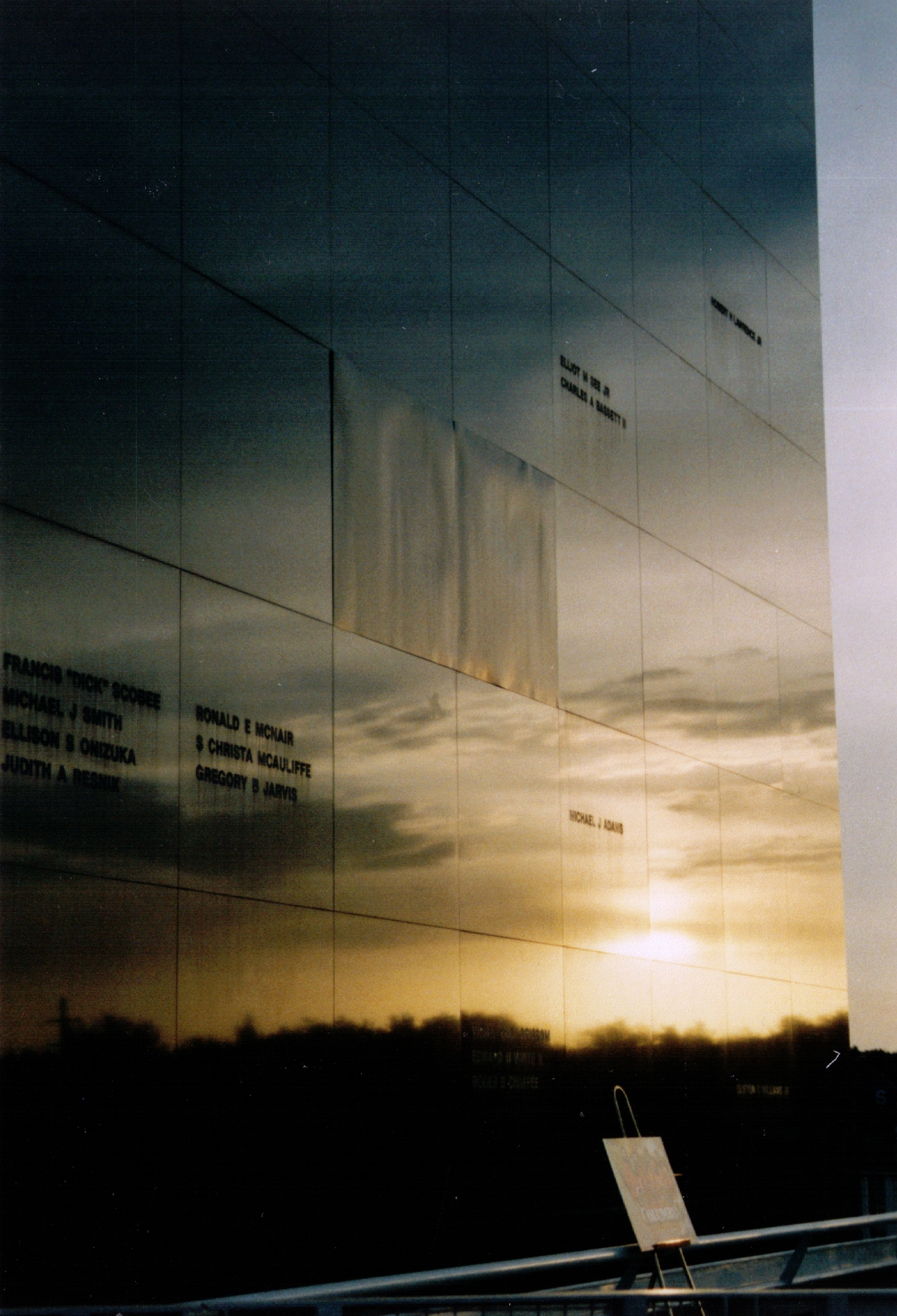
日の出の時のスペース・ミラー・メモリアル